# Wells (Maine)
Wells è una città degli Stati Uniti d'America, nella contea di York, nello Stato del Maine. La popolazione era di 9.400 abitanti nel censimento del 2000. Wells fu fondata nel 1653.